# Datcheka
Ne doit pas être confondu avec Datchéka-sud.
Datcheka est une commune du Cameroun située dans la région de l'Extrême-Nord et le département du Mayo-Danay, à proximité de la frontière avec le Tchad et à environ 150 km du chef-lieu de la région, Maroua.

## Population
Lors du recensement de 2005, la commune comptait 31 545 habitants, dont 2 383 pour Datcheka proprement dit. La commune s'étend sur 160 km2.

## Structure administrative de la commune
Outre Datcheka proprement dit, la commune comprend les localités suivantes :
- Djamni
- Doubangou
- Gangalang
- Gay-Gay
- Golompwi
- Gouin
- Kankarwa
- Konkorong
- Labalega
- Lara
- Mbrao
- Sokom
- Soukoumkaya
- Taala
- Tibali
- Tining
- Warsaye
- Youaye
- Zouaye

## Géographie[3]

### Relief
L'ensemble des villages constituant la commune est implanté dans la plaine qui s'étend du Diamaré jusqu’au Logone. Par endroit, on retrouve des zones de dunes.

### Météorologie
De climat tropical du type sahélien, la commune ne bénéficie de pluie que trois mois par an, la saison sèche occupant les neuf autres mois. On constate une très grande amplitude des températures au cours de l'année, allant de 15 à 25°C (décembre /février), atteignant 45°C en mars, et redescendant à une trentaine de degrés à partir du mois de juin.

### Composition des sols
Les sols des villages situés en le plus en hauteur présentent ont une teneur en sable élevée. Leur couleur rouge vient de la latérite, très présente. Plus on descend vers la plaine, plus le taux d'argile devient important, présentant une composition argilosableuse à une altitude intermédiaire.

### Hydrographie
En l'absence quasi totale de sources, des mares ont été creusées dans le but de retenir l'eau des pluies. Certains sites ont bénéficié de projets d'aide au développement.

## Repères historiques modernes[4]
- 1955 : Création de l‘école publique de Datchéka ;
- 1985-1988 : Grande famine ;
- 1992 : Création administrative de la commune de Datcheka ;
- 1992 : La chefferie du 1er degré s’installe à Doukoula ;
- 1996 : Création du lycée de Datchéka ;
- 2007-2013 : élection de Martin Gaoussou comme Maire de la commune ;

- 2020 : élection de Jean Claude Karmo comme Maire de la commune[3] ;
- 2022 : Inauguration de l'hôtel de ville.

## Organisation sociale
Outre l'organisation administrative communale, l'administration traditionnelle dispose d'un important réseau, semblable à celui existant dans les autres territoires camerounais ; celui-ci, particulièrement présent, joue un rôle d'importance dans la vie quotidienne de la population.
Un Lamido (chef traditionnel musulman) préside cette organisation, entouré de Lawanes qui, eux-mêmes sont assistés de Djaoro.